# 佐賀南警察署
佐賀南警察署（さがみなみけいさつしょ）は、佐賀県警察が管轄する警察署の一つで、佐賀市南部を担当する。2017年4月1日に新設され、旧・佐賀警察署の管轄の南部と旧・諸富警察署の管轄を継承した。署長は警視正。

## 所在地
佐賀県佐賀市本庄町大字本庄155-1
国道208号（南部バイパス）の佐大南交差点から、県道（佐大通り）を300m南下したところに位置する。管轄区域の中央部にあり、幹線道路へのアクセスが良いところにある。

## 管轄区域
佐賀市南部（概ねJR長崎本線より南側）。
地区（自治会）別では以下の通り。
- 勧興地区 - 愛敬町、中央本町、中の小路、八幡小路、成章町、駅南本町、松原、白山、多布施、唐人、天神3丁目、大財北町（一部を除くほぼ全域）、天神2丁目（一部）、栄町（一部）、駅前中央1丁目（一部）
- 新栄地区 - 鍋島町（大字八戸）、新栄西、新栄東、天祐、天祐団地、緑小路、新生町
- 日新地区 - 下田町、伊勢町、長瀬町、道祖元町、昭栄町、六座町、西田代、西田代町、西魚町、八戸、末広、川原町、中折町
- 循誘地区 - 朝日町、柳町、紺屋町、高木町、東佐賀町、田代、材木、大財、今宿町、呉服元町
- 赤松地区 - 赤松町、城内、中の館町、鬼丸町、堀川町、水ヶ江、与賀町
- 嘉瀬地区 - 嘉瀬町
- 北川副地区 - 北川副町、木原、新郷本町、南佐賀
- 巨勢地区 - 巨勢町
- 西与賀地区 - 西与賀町、光
- 本庄地区 - 本庄町
- 蓮池地区 - 蓮池町
- 諸富町
- 川副町
- 東与賀町
- 久保田町

## 沿革
- 2017年（平成29年）4月1日 - 佐賀市を管轄する警察署の再編整備（cf.佐賀北警察署#警察署再編の経緯）により、佐賀南警察署を新設。諸富警察署を諸富交番とする。佐賀署の管轄していた佐賀市南部と諸富署の管轄していた佐賀市諸富町・川副町を管轄[2]。
- 2023年（令和5年）3月1日 - 諸富交番（旧諸富警察署）の庁舎老朽化に伴い、諸富交番を佐賀市役所諸富支所の南側駐車場跡地に新築移転[3]。

## 交番など

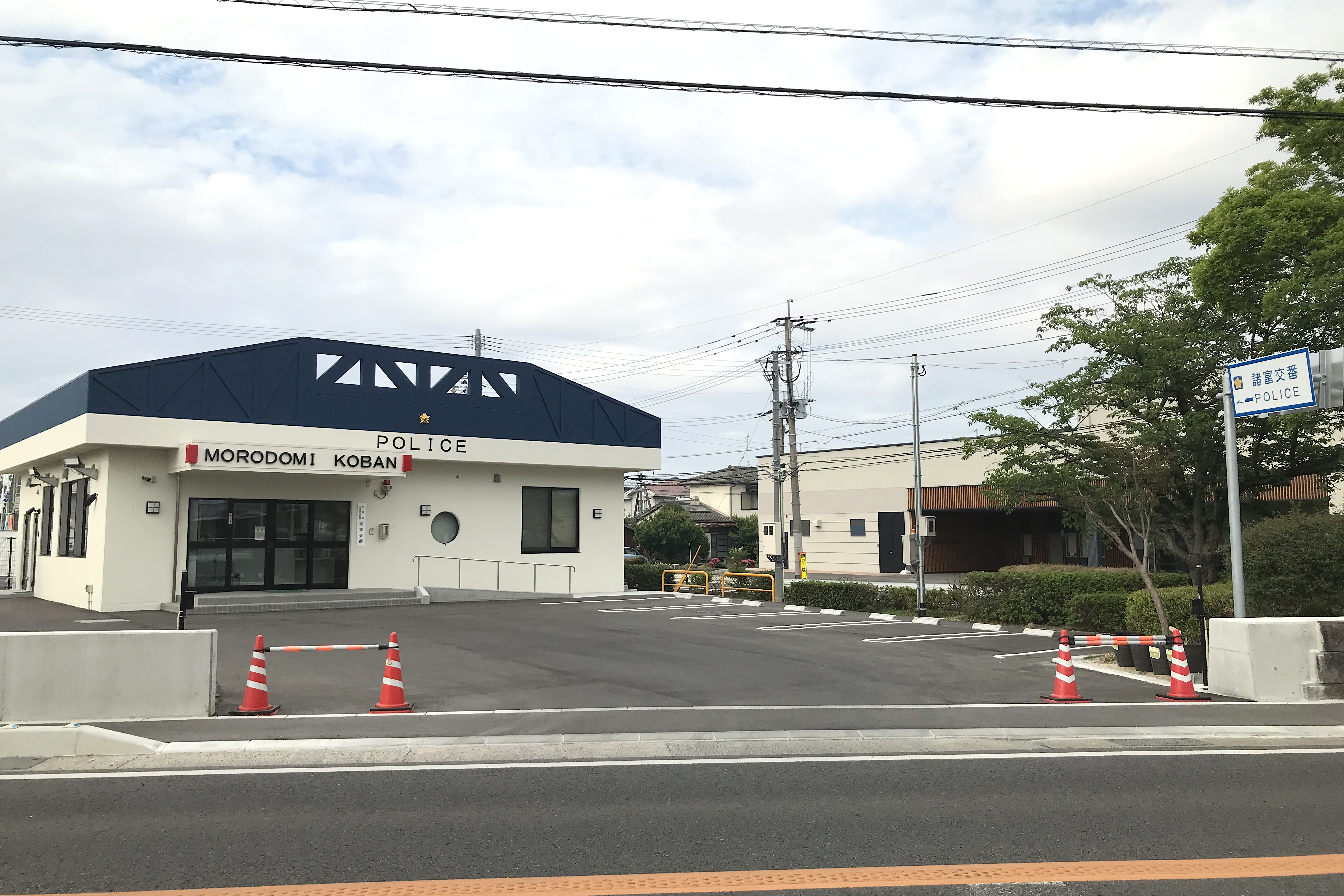
諸富交番（2023年移転後）

| 名称               | 読み             | 所在地                                                               |
| ------------------ | ---------------- | -------------------------------------------------------------------- |
| 佐嘉神社角交番     | さがじんじゃかど | 佐賀市松原2丁目10-30 北緯33度15分5.8秒 東経130度18分14.3秒           |
| 本庄交番           | ほんじょう       | 佐賀市本庄町大字袋302-1 北緯33度14分21秒 東経130度17分57.6秒         |
| 下田交番           | しもだ           | 佐賀市下田町1-1 北緯33度14分37.5秒 東経130度16分37.2秒               |
| 犬井道交番         | いぬいどう       | 佐賀市川副町大字鹿江687-4 北緯33度11分29.2秒 東経130度19分4.9秒      |
| 諸富交番           | もろどみ         | 佐賀市諸富町大字諸富津47-1 北緯33度13分26.5秒 東経130度21分9.3秒     |
| 蓮池警察官駐在所   | はすいけ         | 佐賀市蓮池町大字蓮池32-8 北緯33度14分55.1秒 東経130度21分23.3秒      |
| 北川副警察官駐在所 | きたかわそえ     | 佐賀市南佐賀2丁目6-15 北緯33度14分16.9秒 東経130度19分10.1秒         |
| 西与賀警察官駐在所 | にしよか         | 佐賀市西与賀町大字厘外1596-16 北緯33度13分45.8秒 東経130度16分17.6秒 |
| 嘉瀬警察官駐在所   | かせ             | 佐賀市嘉瀬町大字中原2483-2 北緯33度14分33.7秒 東経130度15分24秒      |
| 十五警察官駐在所   | じゅうご         | 佐賀市嘉瀬町大字十五1502-1 北緯33度13分25.7秒 東経130度15分26.6秒    |
| 東与賀警察官駐在所 | ひがしよか       | 佐賀市東与賀町大字下古賀1124-4 北緯33度12分53秒 東経130度17分31.4秒  |
| 住吉警察官駐在所   | すみよし         | 佐賀市東与賀町大字田中810-4 北緯33度12分4秒 東経130度16分46.1秒      |
| 横江警察官駐在所   | よこえ           | 佐賀市久保田町大字新田1481-6 北緯33度13分28秒 東経130度14分28.7秒    |
| 久保田警察官駐在所 | くぼた           | 佐賀市久保田町大字徳万1657-2 北緯33度15分0秒 東経130度14分2.1秒      |
| 早津江警察官駐在所 | はやつえ         | 佐賀市川副町大字早津江282-1 北緯33度12分15.5秒 東経130度20分7.4秒    |
| 大詫間警察官駐在所 | おおだくま       | 佐賀市川副町大字大詫間492-8 北緯33度10分47.4秒 東経130度20分32.2秒   |
| 佐賀空港警備派出所 | さがくうこう     | 佐賀市川副町大字犬井道9476-187 北緯33度9分12.6秒 東経130度18分9.3秒  |

## 警備艇
- 佐5 はやぶさ 8m型